# Dvorac Bežanec
Dvorac Bežanec je višeslojni objekt u gradu Pregradi, zaštićeno kulturno dobro.

## Opis dobra
Smješten je na padini brežuljka istočno od ceste Zagreb – Pregrada. Sagradila ga je obitelj Keglević, vjerojatno u prvoj polovini 18. st., a nakon Keglevića vlasnici su bili barun Kolenbach, potom barun Shlaum-Linden te obitelj Ottenfels-Geschwind. Barokno-klasicistička jednokatna, četverokrilna građevina s pravokutnim dvorištem u sredini. Prostorni koncept zasniva se na nizanju prostorija uz vanjske perimetralne zidove koje prate hodnici orijentirani prema dvorištu. Nekada su hodnici bili arkadno rastvoreni, međutim, nekvalitetnim intervencijama arkadni su otvori pretvoreni u prozore različitih oblika što je bitno narušilo sklad dvorišnih fasada odnosno ljepotu i ambijent dvorišta.

## Zaštita
Pod oznakom Z-2228 zavedena je kao nepokretno kulturno dobro – pojedinačno, pravna statusa zaštićena kulturnog dobra, klasificirano kao "profana graditeljska baština".